# 王森泰
王森泰（1951年—），浙江吴兴人，中国人民解放军中将。

## 生平
1991年，任中国人民解放军八一电影制片厂政委。2004年，升任中国人民解放军总政治部直属工作部政委、部长。2008年起担任第十一届全国人大代表。2009年，任中国人民解放军军事科学院副政委。2011年，晋升为中将军衔。2012年任中国人民解放军海军副政委。中国共产党第十八届中央纪律检查委员会委员。2014年12月到龄退役。